# Никонов, Пётр Иванович
Пётр Иванович Никонов (не позднее 1820 — не ранее 1870) — русский контр-адмирал, участник Крымской войны.

## Биография
Образование получил в Морском кадетском корпусе, куда поступил в 1828 году; произведённый в 1830 году в гардемарины, а в 1832 году в мичманы, он плавал в Балтийском море до 1840 года, когда, уже в чине лейтенанта, был переведён в Черноморский флот.
В период 1845—1849 годов, Никонов, командуя пароходом «Силач», ходил между Одессой и Николаевым и по черноморским портам и плавал между Одессой и Константинополем.
В 1850 году Никонов был произведён в капитан-лейтенанты и в течение четырёх лет плавал по Чёрному морю, командуя пароходом «Северная Звезда», а затем бригом «Ахиллес».
С 19 сентября 1854 по 1855 год принимал участие в обороне Севастополя, находясь в составе гарнизона.
В начале 1858 года Никонов уволился для службы на коммерческих судах, в 1862 году произведён в капитаны 2-го, а через три года — в капитаны 1-го ранга; в ноябре 1867 года был зачислен по резервному флоту, а в феврале 1870 года произведён в контр-адмиралы, с увольнением от службы.

## Источник
- Русский биографический словарь: В 25 т. / под наблюдением А. А. Половцова. 1896—1918.